# Chrysochloroma hypoleucus
Chrysochloroma hypoleucus là một loài bướm đêm trong họ Geometridae.